# إبراهيم المظاهري
إبراهيم أحمد المظاهري (1914 - 7 مارس 1964) هوعالم مسلم وزعيم إسلامي وداعية من ميانمار.

## حياته ونشأته
إبراهيم أحمد المظاهري، عالم مسلم وزعيم إسلامي وداعية بورمي، تولى منصب رئيس جمعية العلماء في بورما، أشرف على تحرير مجلة «الاستقلال» باللغة الأردية. ولد عام 1914م-1332هـ وتوفي عام 1964م-1383 بعمر ناهز الـ 50 سنة.

## اسلامه
قصة اسلامه قصة عجيبة، كما يصفها الشيخ أبو الحسن الندوي، الذي حكاها له بنفسه، تدل القصة على قدرة الله ورحمته، وعلى صدق قوله تعالى: (الله يجتبي إليه من يشاء ويهدي إليه من ينيب)الشورى: 13 .
ذكر رحمه الله ان والده قد تزوج امرأة بورمية أسلمت، وبقي أهلها على الكفر (البوذية), ولدت الشيخ إبراهيم، وتوفي والده بعد ولادته، ثم ماتت أمه في طفولته، وكفله خاله البورمي البوذي، وكان خاله قد نذر ان يهب أحد أولاده الصومعة البوذية لينشأ على الرهبانية على طريقة البوذيين، ويكون داعيا وراهبا بوذيا، لكن هذا الخال البوذي لم يولد له ابن، فاعتبر ابن اخته اليتيم ابنه الوحيد وأسلمه إلى صومعة، وقضى الطفل مدة في هذه الصومعة، لا يعرف عن والده أو دينه شيئاً، ونشأ على طقوسهم وشعائرهم، ومن تقاليد الرهبان البوذيين انهم يخرجون كل يوم في وقت معين يمدون أيديهم إلى الناس، ويتكفّفون ما يسد رمقهم ويقُوتهم، وكذلك فعل هذا الولد الصغير، ولكن فطرته الإسلامية السليمة رفضت هذا الشيء وثارت عليه. أدركه لطف الله فاشتكى وألمته رجله فأرسله الرهبان إلى خاله ليتعالج ويعود سريعاً، وعندما وصل لبيته رفض العودة إلى الصومعة مرة أخرى، وهدد خاله بالفرار ان اصر على الأمر.
وصلت قصة هذا الطفل إلى المسلم الوجيه الفاضل التاجر الكبير الحاج محمد بوسف من اعيان بورما المسلمين، ومن كبار الصا الحين المخصلصين، فرفع الدعوى إلى المحكمة، وطالب بهذا الولد الذي هو ابن صديقة المسلم أحمد الكجراتي، بحجة انه مسلم يريد أن يعيش مسلماً، وليس لخاله عليه حق شرعيّ، وتدرجت القضية في المحاكم، وصدر الحكم النهائي بتسليمه إلى الشيخ الحاج محمد يوسف.
سارع الحاج محمد يوسف لارساله إلى الهند ليدرس في مدرسة مظاهر العلوم (التي إليها يُنسب) في سهارنيو التي اشتهرت بصلاح اساتذتها وتأثيرهم العميق في نفوس الطلبة، وبالجو الديني الهادئ الذي يسودها، وقد بقي الشيخ إبراهيم أحمد في مظاهر العلوم سنوات عديدة ينهل من مناهلها الصافية، ويدرس العلوم الدينية، حتى تخرج وصار عالما ضليعا عام 1939م وهو يناهز الـ 25 من عمره، وبعدها استلم منصبه الديني ومركزه المرموق في بلاده بجدارة واخلاص.

## مسيرته
كان من أبرز ملامحه الهدوء الفكري والاتزان، فكان في كل ما يعتقده ويقرره ويكتبه أو يدافع عنه هادئاً متزن الفكر.
كان ذو وقار ورزانة في جميع تصرفاته، وسيما جسيما، صاحب ذوق في ملبسه ومظهره، خفيف الروح فَكِهاً في مجالسه، واثقا بنفسه
و مستقيم السيرة والخلق.
لم يكن يخاف السلطة الرسمية ولا الرأي العام وسخط الشعب، صحافيا بارعا تدل مقالاته الوجيزة على مقدرته الصحفية وبُعد النظر
و الإنشاء البليغ.
كان واسع الاطلاع على ما يُكتب باللغة أردية، لغة شبه قارة الهند، مسايراً للركطب الثقافي الإسلامي، حريصاً على أن لا يتخلف عنه، وكان مطلعا على ما يكتبه الكُتّاب الإسلامييم باللغة العربية، ينتذوقه ويستفيد منه، وكان متتبعا لسير الحركة الإسلامية في أكثر الأقطار الإسلامية، يعرف قادتها وعقولها الموجهة.

### رئاسة جمعية العلماء في بورما
قاد جمعية العلماء في بورما واشرف عليها بثبات واستقامة، حتى أصبح للجمعية وزن وصوت مسموع في البلاد، وقد قاوم رحمه الله كل موجة الحادية من الشعب أو موقف معاد للشعب الإسلامي من الحكومة، كان نزيها نقيا، لم يتهمه اعداؤه باستغلال مركزه أو الانتفاع منه على حساب الإسلام والمسلمين، على عكس غيره من الزعماء السياسيين وعلماء الدين في كثير من الأقطار، وقد تولى رئاسة الجمعية إلى آخر أيام حياته.

### اهتمامه بالدعوة إلى الإسلام
اهتم بالدعوة إلى الإسلام ونشرها على غير المسلمين، وأشرف على شؤون المسلمين وقضاياهم الدينية والتعليم الديني ومراكزه في البلاد، وبثَّ الدعاة ونظّم رحلاتهم، وكان يقوم برفقه العالم الجليل محمود داود يوسف مفتي بورما بجولات في البلاد، كان لها الأثر الطيب في انعاش الروح الدينية واثارة الغيرة الإسلامية.

### تأييده للجماعات الإسلامية
كان رحب الذراع في تأييد المؤسسات الإسلامية والمشاريع الخيرية، ساعد بعثة ندوة العلماء في سنة 1380 هـ مساعدة غالية وكان من أكبر المشجعين لها، ومن كبار المؤيدين لحركة التبليغ العالمية التي مركزها نظام الدين في دهلي (أو كما سماها الاستعمار البريطاني «دلهي») في الهند، يحضر فعالياتها ويخطب فيها، لا يضيق صدره عن المساهمة فيما ينفع الإسلام والمسلمين.

## وفاته
توفي في يوم 7 من مارس سنة 1964 وهو يبلغ الـ 50 من عمره.